# Президентські вибори в Туркменській РСР (1990)
Президентські вибори вперше відбулися в Туркменській РСР 27 жовтня 1990 р. Єдиним кандидатом став кандидат від Комуністичної Партії Туркменістану Сапармурат Ніязов, який, згідно офіційних даних, отримав 98,3% голосів. Явка виборців, згідно офіційних даних, становила 96,7%.. Це були перші в історії СРСР всенародні президентські вибори.

## Результати
| Варіянти               | Голосів   | %     |
| ---------------------- | --------- | ----- |
| За Сапармурата Ніязова | 1,716,278 | 98.29 |
| Проти                  | 29,790    | 1.71  |
| Недійсних              | 307       | -     |
| Всього                 | 1,746,375 | 100   |
| Явка                   | 1,805,782 | 96.71 |